# إتش تي سي 7 سيوروند
إتش تي سي 7 سيوروند (بالإنجليزية: HTC 7 Surround) هو هاتف ذكي من إتش تي سي يعمل بنظام ويندوز فون، تم طرحه في الأسواق في 2010.

## الخصائص
- نظام التشغيل: ويندوز فون
- الكاميرا الأمامية: 5 ميجابكسل
- الوزن: 165 غرام
- المعالج: 1 جيجا هرتز
- الذاكرة: 448 ميجابايت
- التخزين: 512 ميجابايت